# Kenneth Mayhew
Majoor Kenneth George Mayhew (Helmingham, 18 januari 1917 – Norfolk, 14 mei 2021) was een Britse veteraan uit de Tweede Wereldoorlog. Hij kreeg de Militaire Willems-orde voor zijn optreden tijdens de bevrijding van Noord-Brabant en Zuid-Limburg in september en oktober 1944. Bij zijn overlijden was Mayhew de oudste van de vier nog in leven zijnde ridders van de Militaire Willems-Orde. Hij woonde in Norwich (2017).

## Jonge jaren
Kenneth Mayhew was een boerenzoon. Hij ging naar de Framlingham College in Suffolk en vertegenwoordigde zijn school in rugby, cricket en hockey. Zijn eerste baan was bij een bedrijf dat mest verkocht.

## Oorlogsjaren
Mayhew was lid van het Territorial Army en meldde zich meteen na het uitbreken van de oorlog. In januari 1940 volgde hij een officiersopleiding aan de Royal Military Academy Sandhurst. Hij werd 2de luitenant bij het 1ste bataljon van het Suffolk Regiment, waarbij hij diende van 1939-1945. Zijn bataljon maakte deel uit van het 3e Legerkorps onder leiding van de veldmaarschalk Bernard Montgomery. Tijdens D-day was hij commandant van een compagnie met 13 Universal Carriers, pantserrupsvoertuigen infanterie. Op 28 juni vochten ze een bittere slag om het Château de la Londe bij Caen. Daarbij vielen aan Britse zijde 161 doden. Daarna werd opgetrokken naar Nederland. Op 22 september 1944 arriveerde zijn bataljon bij Weert. Mayhew was inmiddels gepromoveerd tot kapitein en belast met het opsporen van Duitse stellingen. Om ze te vinden, moesten ze soms de aandacht van de Duitsers trekken, als die begonnen te schieten, was hun positie bekend. Deze werd dan aan de Britse mortiereenheden doorgegeven, die de Duitsers dan onder vuur namen. Bij deze acties raakte Mayhew gewond.
Midden oktober 1944 was hij voldoende hersteld om deel te nemen aan de Slag om Overloon en Venray. Bij Venray moesten ze een bruggenhoofd maken zodat de geallieerde tanks de Loobeek konden oversteken. Op 16 oktober raakte hij weer gewond, ditmaal door scherven in de drassige grond. Hij werd geëvacueerd en naar een hospitaal in Brussel gebracht. In november kwam hij weer terug bij zijn eenheid, waarmee hij een koude winter bij Blitterswijck meemaakte.
Daarna was hij tot 25 februari 1945 zonder oponthoud bij acties betrokken. Tijdens de opmars naar de Rijn raakte hij op 25 februari opnieuw gewond, en werd hij naar Engeland geëvacueerd.
Op 24 april 1946 ontving hij de Militaire Willems-Orde voor wapenfeiten bij Venray en Overloon en de bevrijding van Weert (22 september 1944). Hij had "Tijdens de gevechten ter bevrijding van het bezette Nederlandsche grondgebied zich onderscheiden door het bedrijven van uitstekende daden van moed, beleid en trouw. Daarbij herhaaldelijk blijk gegeven van buitengewone plichtsbetrachting en groot doorzettingsvermogen, en in alle opzichten, door een loffelijk voorbeeld, een inspiratie geweest voor allen in die roemvolle dagen". Hij werd in 1946 gedemobiliseerd.

## Na de oorlog

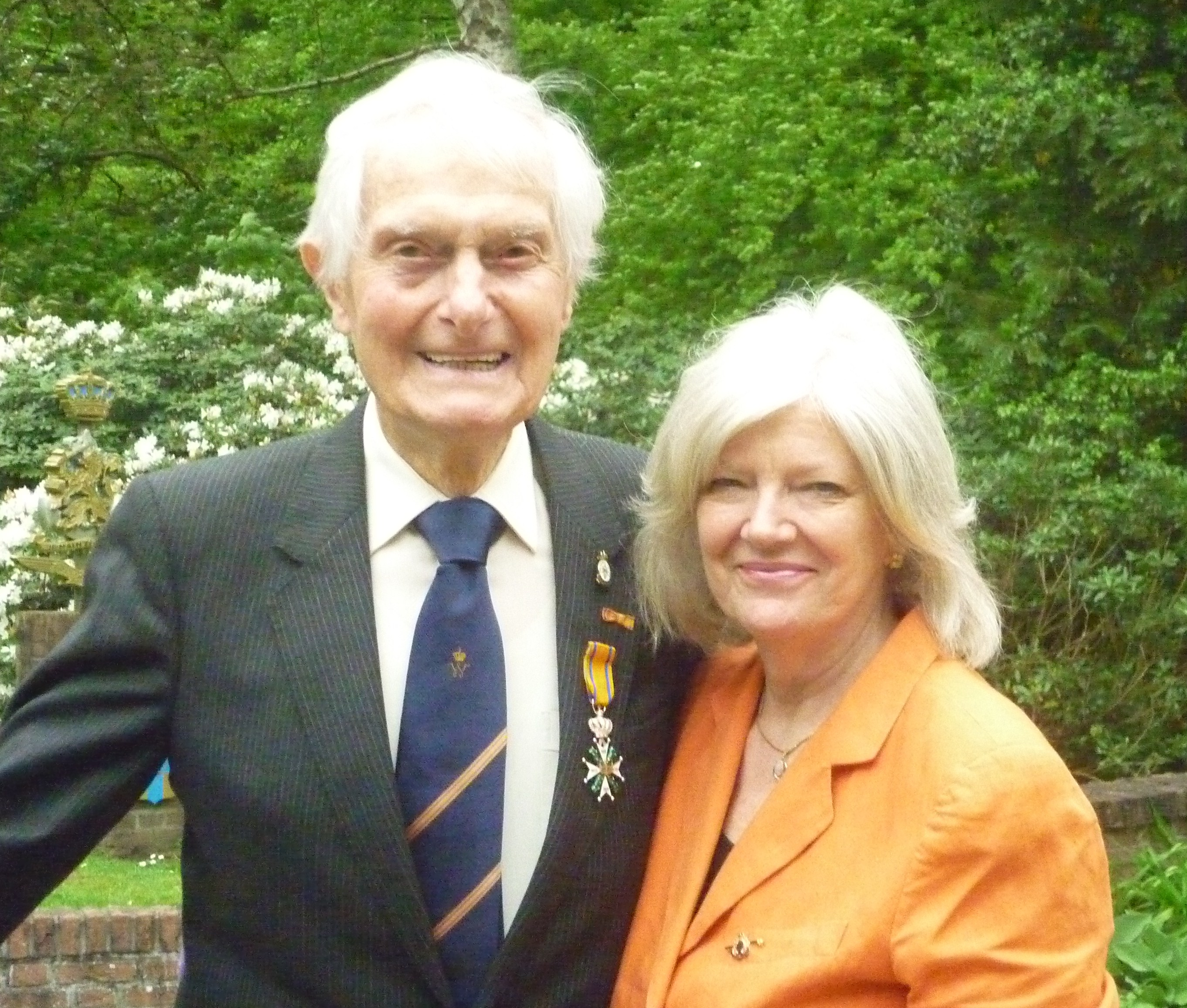
Op De Zwaluwenberg met zijn vrouw Trish, mei 2012

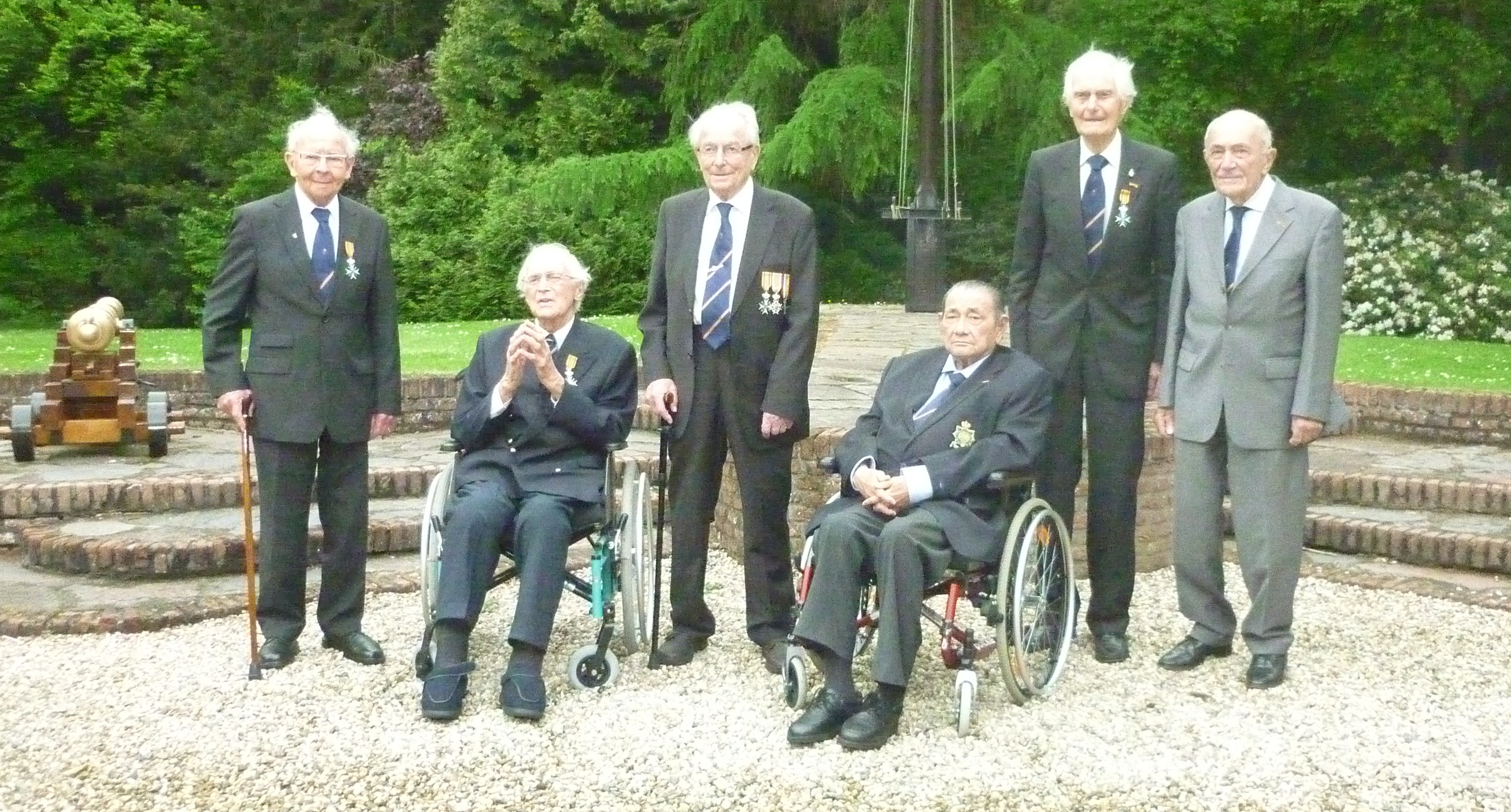
Ontmoeting met Nederlandse ridders

In 1953 begon Mayhew een eigen bedrijf als handelaar in kunstmestproducten. In 1964 richtte hij ook een transportbedrijf op. Hij ging pas in 1990 met pensioen.
In 1965 heeft hij eenmaal een receptie van koningin Juliana en prins Bernhard in Den Haag bijgewoond. Daarna ging het contact met Nederland verloren. In 1994 kwam hij naar Venray om de onthulling bij te wonen ter ere van het Suffolk Regiment. Op 18 september 2011 was de 94-jarige ridder wederom aanwezig bij een herdenking in Venray. Dat werd opgemerkt door auteur van diverse naslagwerken over onderscheidingen Henny Meijer en oorlogsonderzoeker Roel Rijks en het contact met het kapittel werd hersteld. In november 2011 ontving Mayhew de moderne versierselen van de Willems Orde namens de Koninklijke Vereniging van Ridders der Militaire Willems-Orde uit handen van kolonel b.d. G.J.C. Slots.
Op 9 mei 2012 werd Mayhew door koningin Beatrix ontvangen. 's Middags ontving hij de Waarderingspenning van de Gemeente Venray en een dag later maakte hij op De Zwaluwenberg kennis met de Nederlandse ridders MWO. Op 4 december 2014 was hij samen met Marco Kroon aanwezig bij de uitreikingsceremonie van Gijs Tuinman en op 15 maart 2016 woonde hij de uitreiking van de Willems-Orde aan het Korps Commandotroepen bij.

## Honderdste verjaardag
Ter gelegenheid van zijn honderdste verjaardag kreeg Mayhew op 18 januari 2017 namens de Nederlandse regering bezoek van de ambassadeur in Londen Simon Smits en luitenant-kolonel Rob Arts.
In 2018 werd een boek over hem gepubliceerd, geschreven door Laurens van Aggelen.

## Privéleven
Mayhew was getrouwd en woonde in Norwich met zijn tweede vrouw. In zijn eerste huwelijk kreeg hij drie kinderen: een zoon en tweelingdochters. Hij overleed op 14 mei 2021 op 104-jarige leeftijd.

## Onderscheidingen
Mayhew ontving de volgende onderscheidingen:
- Ridder vierde klasse der Militaire Willems-Orde (1946)
- Chevalier de l' Ordre National de la Legion d'Honneur
- 1939-1945 Star
- France and Germany Star
- Defence Medal 1939-1945
- War Medal 1939-1945